# Flastroff
Flastroff é uma comuna francesa na região administrativa de Grande Leste, no departamento de Mosela. Estende-se por uma área de 8,38 km². Em 2010 a comuna tinha 328 habitantes (densidade: 39,1 hab./km²).